# Dolina Mesille
Dolina Mesille (eng. Mesilla Valley, špa. Valle de la Mesilla) je zemljopisni objekt u južnom Novom Meksiku i na dalekom zapadu Teksasa. Oblikovale su ju ponavljane snažne proljetne počlave Rio Grandea.
Plodni dio ove doline proteže se od Radium Springsa do zapada El Pasa. Plodnu dolinu karakterizira nekoliko preostalih bosquea, autohtono drveće Populus sect. Aigeiros (eng. cottonwood, nv. tʼiis) i rastuće invazivni tamarisk (lokalno znan kao slani cedar, eng. salt cedar), unešen ovamo u 19. stoljeću
Zato što je dolina plodna, poljodjelstvo je važna gospodarstvena djelatnost. Stahmann Farms ovdje imaju najveći voćnjak pekana na svijetu, smještena južno od grada Las Crucesa. Plava djetelina (lucerna, alfalfa), pamuk, novomeksički čili (anaheim), crveni luk i kukuruz su ostali važni usjevi koje se uzgaja ovdje. Poznata je i po vinogradarstvu (Dolina Mesille (američko vitikulturno područje)) koje je došlo sa španjolskim istraživanjem ovih krajeva.
Dolina je bila dijelom Meksika do Gadsdenove kupnje 1853. godine.
U Dolini Mesille je istoimena geološka formacija, škriljevac iz doline Mesille. U dolini je jedno zaštićeno područje, državni park Bosque Doline Mesille (eng. Mesilla Valley Bosque State Park).

## Daljnja literatura
- Leggat, E.R., M.E. Lowry, and J.W. Hood. (1963). Ground-water resources of the lower Mesilla Valley, Texas and New Mexico [U.S. Geological Survey Water-Supply Paper 1669-AA]. Washington, D.C.: U.S. Government Printing Office.